# Rymden
Rymden ist ein skandinavisches Jazz-Trio und sogenannte „Supergroup“.
Es besteht aus den ehemaligen Esbjörn-Svensson-Trio-Musikern, dem schwedischen Bassisten Dan Berglund und seinem Landsmann, dem Schlagzeuger Magnus Öström, sowie dem norwegischen Jazz-Pianisten Bugge Wesseltoft.

## Bandgeschichte

### Gemeinsame Vorgeschichte
Die Musiker Dan Berglund und Magnus Öström bildeten von 1993 bis 2008 mit dem Pianisten Esbjörn Svensson die Band e.s.t. Elf Alben wurden veröffentlicht, ehe die Band sich nach dem Tod von Esbjörn Svensson im Jahr 2008 auflöste.
Nach dem Ende von e.s.t arbeiteten Berglund und Öström weiterhin zusammen, unter anderem mit dem E.S.T. Nachfolgeprojekt e.s.t. symphony.
2011 gründete Jazz-Pianist Bugge Wesseltoft ein Duo mit dem deutschen DJ Henrik Schwarz. 2014 wurde daraus mit Dan Berglund das Trio Trialogue formiert.

### Rymden (ab 2016)
Dan Berglund und Magnus Öström zögerten zunächst, mit Rymden ein Nachfolgeprojekt zu gründen, das e.s.t. so stark ähnelte. 2012 hatten sie zuletzt ein Angebot abgelehnt, eine neue Vollzeitband zu gründen. Schließlich sagten jedoch beide zu und die Band hatte ihren ersten Auftritt beim Nattjazz Festival in Bergen. Laut Wesseltoft begannen die drei nach diesem erfolgreichen Auftritt mit den Arbeiten an einem Debütalbum. Wesseltoft ließ die Band auf seinem Label Jazzland unterschreiben. Weitere Auftritte folgten 2017 und 2018.
Musikalisch mischte man Einflüsse aus dem Modern Jazz mit klassischer Musik wie Johann Sebastian Bach sowie Filmmusik und Rock. Dazu gesellen sich Einflüsse aus der skandinavischen Folk Music.
Am 8. Februar 2019 erschien das Debüt Reflections & Odysseys. Das Album erreichte Platz 53 der deutschen Albumcharts.
2020 wurde das zweite Album Space Sailors veröffentlicht. Die Kritiken waren durchweg positiv: „Diese Musik besticht durch Leichtigkeit und Schwere (wo es sie braucht), durch Witz und Ernsthaftigkeit“. Das dritte Album entstand gemeinsam mit dem norwegischen Rundfunkorchester Kork, mit dem vor allem bereits bekannte Stücke in neuem Arrangement gespielt werden. Nach Ansicht von Kritiker Wolf Kampmann gewinnen dabei die Titel nur bedingt.

## Diskografie
Alben
- 2019: Reflections & Odysseys (LP/CD, Jazzland)
- 2020: Space Sailors (LP/CD, Jazzland)
- 2023: Rymden + Kork (CD, Jazzland)
- 2023: Valleys & Mountains (CD, Jazzland)

Singles
- 2019: The Odyssey
- 2019: Bergen